# Psephurus gladius
Genre
Espèce
Statut de conservation UICN

EX : Éteint
Statut CITES
Psephurus gladius, appelé Espadon de Chine, spatulaire chinois ou encore espadon chinois, était une espèce de très grand poissons d'eau douce, éteinte, en 2020, appartenant à l'ordre des Acipenseriformes (classé dans la famille des Polyodontidae). 
C'était la seule espèce de son genre Psephurus (monotypique). C'était aussi la seule espèce connue de la famille des Polyodontidae avec Polyodon spathula et l'un des plus grands poissons d'eau douce du monde.

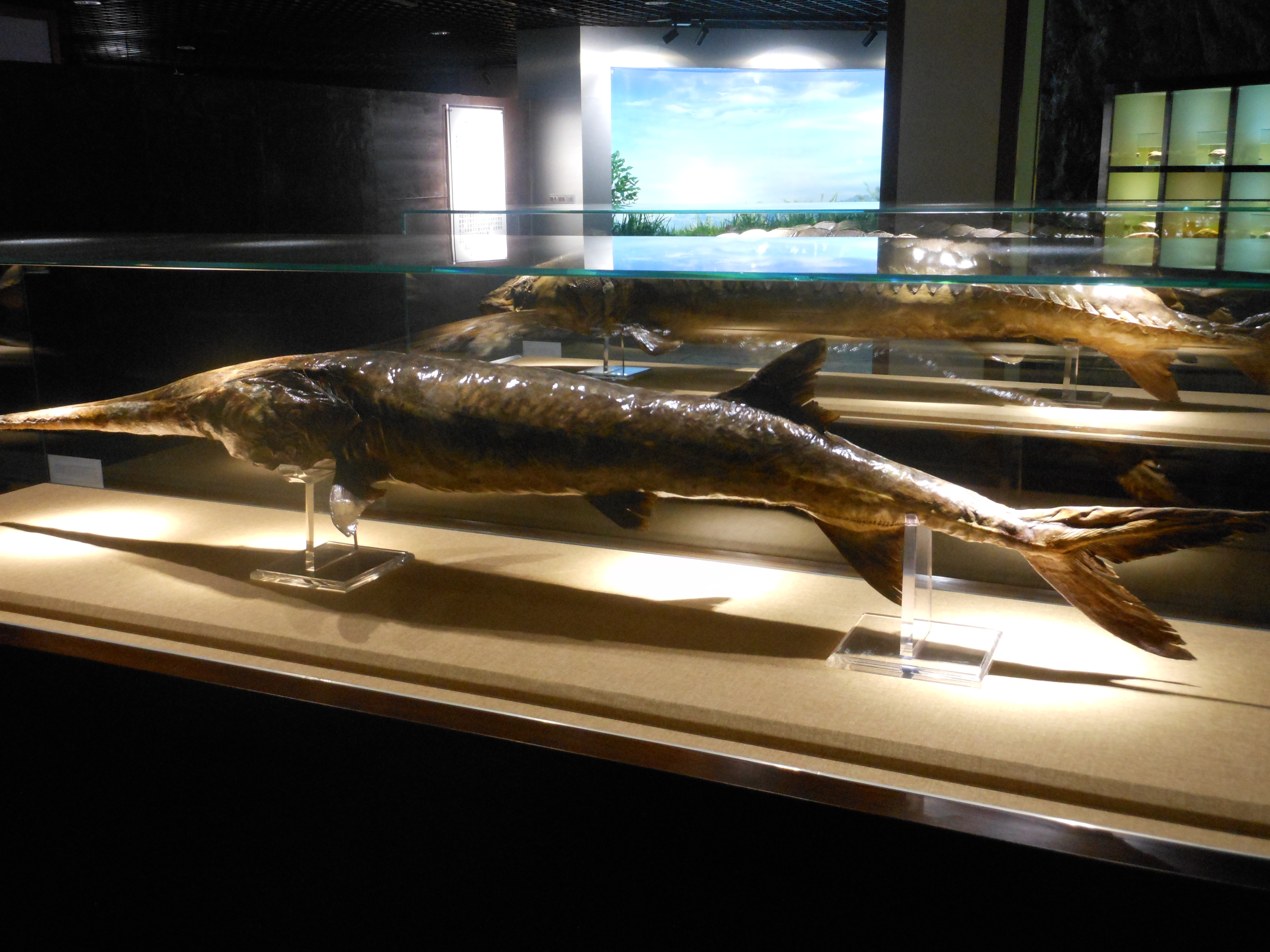
Un spécimen de Psephurus gladius.

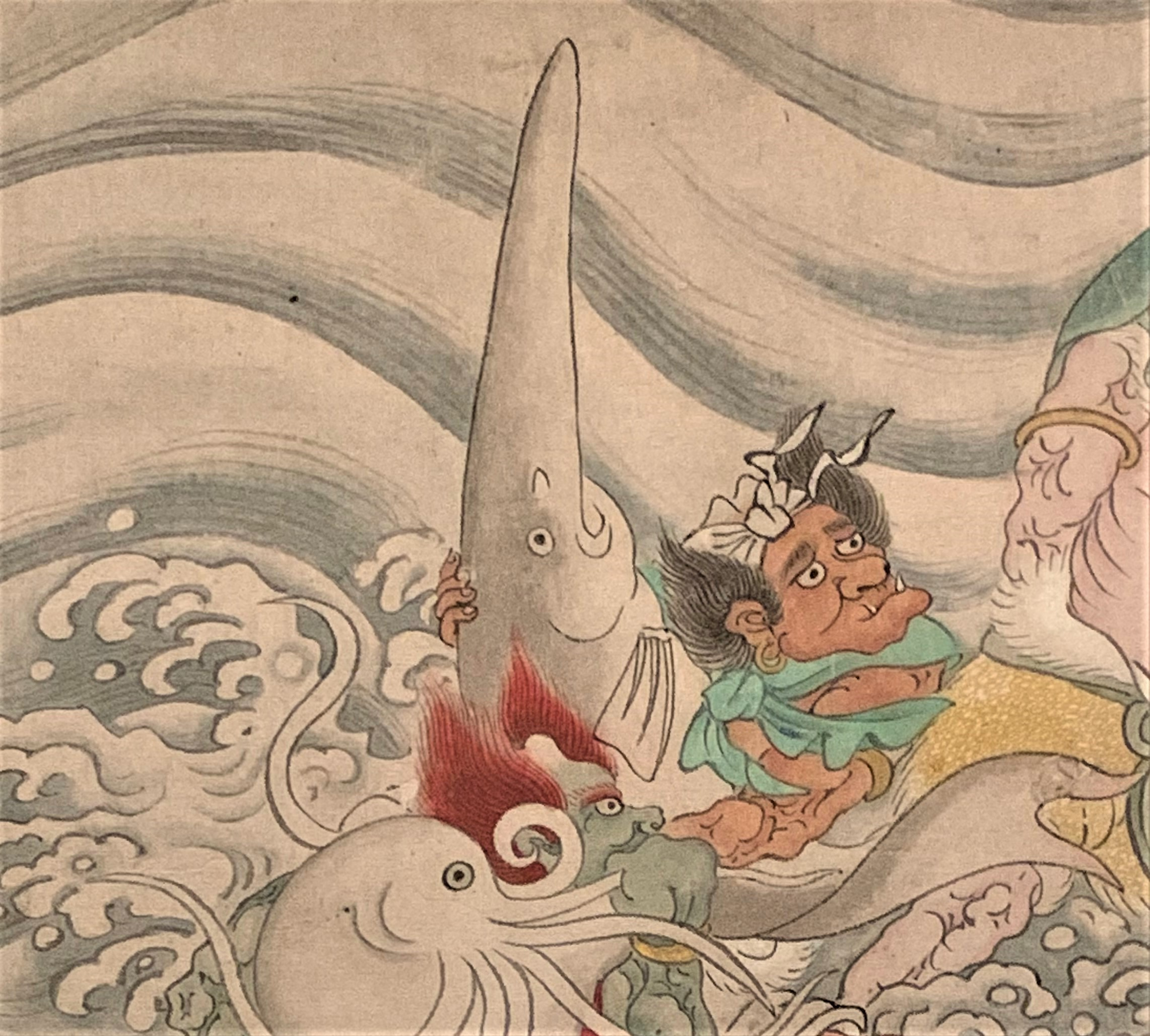
Représentation datée du XVIIe siècle.

## Écologie
Il s'agissait d'une espèce potamodrome (éventuellement anadrome) uniquement présente dans le bassin du fleuve chinois Yangtzé, connu pour une biodiversité halieutique élevée (332 espèces de poissons y cohabitent encore vers 2020).
C'était une espèce de très grande taille, dont des spécimens de plus de 300 cm ont été retrouvés, mais qui selon certains témoignages non officialisés pouvait mesurer jusqu'à 700 cm.

## Disparition
Il a été déclaré éteint selon les critères de la liste rouge de l'UICN le 1er janvier 2020,,.
Les derniers spécimens de ce poisson autrefois commun dans le fleuve Yangtzé en Chine, où il pouvait mesurer jusqu’à 7 mètres, semblent avoir disparu entre 2005 et 2010. Surpêche, pollution de l'eau, fragmentation écologique l’ont éliminé et il n’existe pas d’exemplaire en captivité ni d’échantillon de tissu vivant. 
On en pêchait régulièrement jusque dans les années 1970 mais la dernière observation date de 2003.
En 1981, un barrage majeur, le barrage de Gezhouba, a été construit dans la rivière et a divisé la population de polyodons chinois en deux sous-populations.
Les efforts importants pour tenter de le sauver ne datent que de 2006, trop tard et peut-être même entrepris après la disparition du poisson. Il aurait fallu agir avant 1993, quand le poisson est devenu très rare.
Les experts chinois craignent que l'alligator chinois (Alligator sinensis) puisse rapidement connaitre le même destin.
En juillet 2022, le Psephurus gladius est officiellement déclaré éteint par l'Union internationale pour la conservation de la nature.

#### GenrePsephurus
- (en) Catalogue of Life : Psephurus (consulté le 11 décembre 2020)
- (fr + en) ITIS : Psephurus Günther, 1873
- (en) WoRMS : Psephurus (+ liste espèces)
- (en) Animal Diversity Web : Psephurus
- (en) NCBI : Psephurus (taxons inclus)

#### EspècePsephurus gladius
- (en) Catalogue of Life : Psephurus gladius (Martens, 1862) (consulté le 20 décembre 2020)
- (en) CITES : Psephurus gladius (Martens, 1862)  (+ répartition sur Species+) (consulté le 30 mai 2015)
- (en + fr) FishBase : espèce Psephurus gladius (Martens, 1862) (+ traduction) (+ noms vernaculaires 1 & 2)
- (fr + en) ITIS : Psephurus gladius (Martens, 1862)
- (en) Animal Diversity Web : Psephurus gladius
- (en) NCBI : Psephurus gladius (taxons inclus)
- (en) UICN : espèce Psephurus gladius (consulté le 2 septembre 2020)